# Basílica d'Elenska
La basílica d'Elenska (en búlgar: Еленска базилика, Elenska bazilika) és una gran basílica cristiana d’època romana tardana (romana d'Orient primerenca), que està parcialment conservada, situada al centre-oest de Bulgària, a la província de Sofia. Data entre els segles V i VI dC, es troba a uns 5 o 6 quilòmetres al nord-est de la localitat de Pirdop i a 3 quilòmetres del poble d’Anton, a la riba dreta del riu Elenska (Еленска река, Elenska reka), dins la vall de Zlatitsa–Pirdop. Inicialment construïda sense cúpula, la basílica presenta murs gruixuts i torres defensives. Una cúpula s’hi afegí a mitjan segle VI, durant el regnat de l’emperador Justinià I. L’església fou destruïda a començaments del segle XVIII, durant el període de domini otomà de Bulgària.
No és clar perquè l'església, anomenada anteriorment de sant Elijah va passar-se a anomenar basílica d'Elenska. Segons una llegenda, Santa Helena, la mare de l'emperador Constantí, s'hi va aturar quan tornava la Sagrada Creu de Terra Santa. Aquesta visita, segons la llegenda va propiciar que l'església esdevingués basílica i que prengués el nom de la santa.

## Arquitectura
Els arqueòlegs han identificat clarament dues etapes constructives diferenciades a partir de les restes de la basílica. Les seccions central i occidental són les més antigues, construïdes amb maó i pedra picada, mentre que la part oriental, de factura posterior, es realitzà amb maons homogenis units amb un morter vermell de junta gruixuda. Les ruïnes de l’església, que arriben fins als 8,5 metres d’alçària, han permès determinar que es tractava d’una basílica de tres naus. Les dimensions totals de l’edifici eren de 30,5 per 17 metres. Presentava un ampli absis central flanquejada per dos absis menors. La nau central estava dividida en dos trams quadrats per quatre columnes idèntiques. El nàrtex, situat a l’extrem occidental, allotjava un diaconicon i una pròtesis. Al sector sud hi havia un baptisterium.
Tot el conjunt estava envoltat per un mur defensiu d’1,6 metres d’amplada. Als quatre angles hi havia torres rectangulars gairebé idèntiques, amb unes dimensions aproximades de 7,30 per 5,90 metres. Es creu que el mur perimetral arribava a una alçària d’entre 6 i 8 metres.

## Història

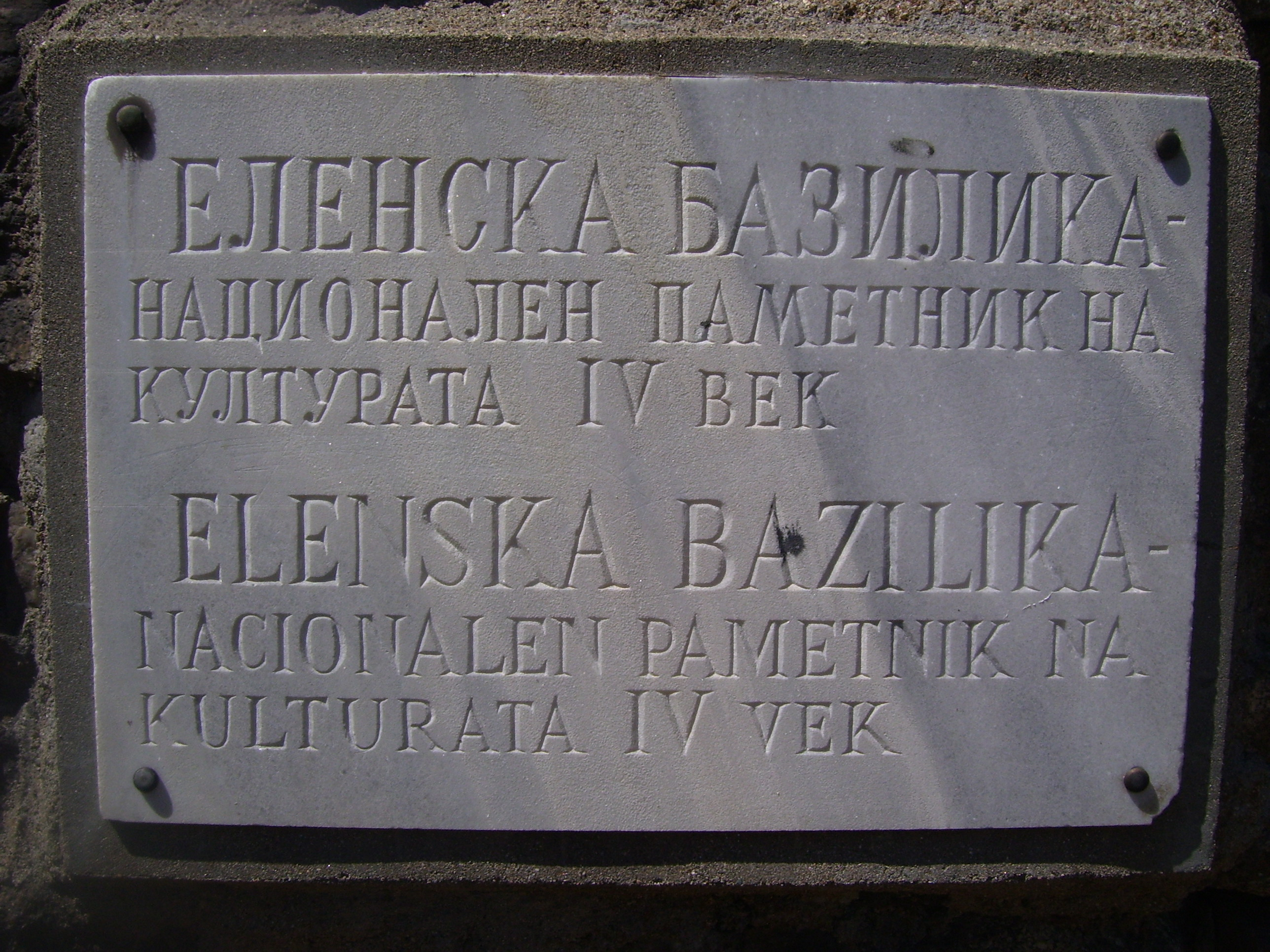
Placa commemorativa

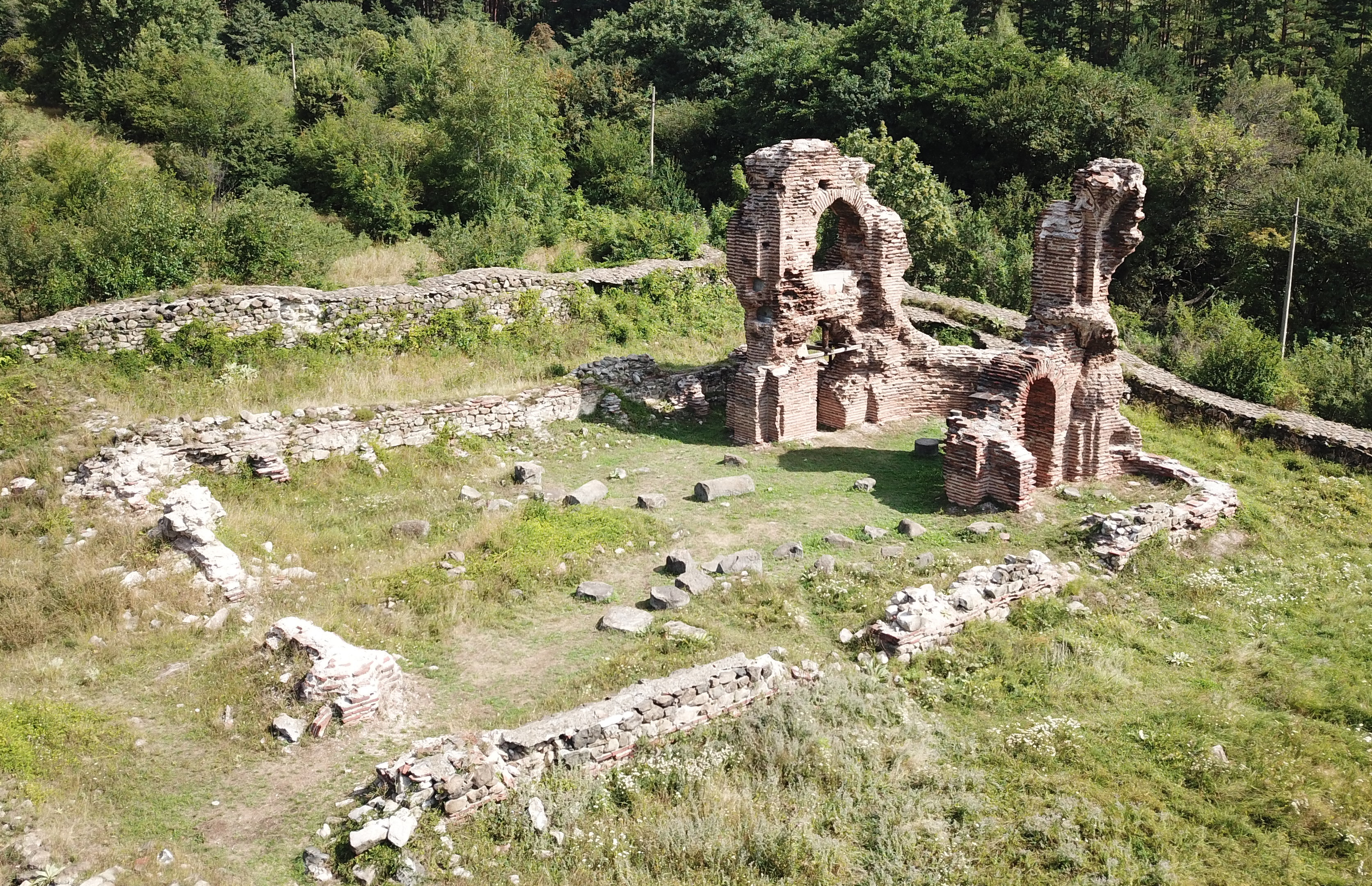
Vista de la basílica des del sud-oest

La zona d’Elenska, on s’ubica l’església i de la qual pren el nom, estava ja habitada en l’antiguitat per una tribu tràcia que, al voltant dels segles VI–V aC, s’integrà a l’estat de Bessos. L'especialista en els tracis Aleksandar Fol vincula el nom de la regió amb la paraula búlgara елен (elen, "cérvol") i amb una llegenda antiga segons la qual un cérvol baixava dels Balcans el mateix dia cada any per ser sacrificat ritualment pels habitants locals. De fet, s’han trobat nombroses restes de cérvols a l’entorn de la basílica. Una altra teoria atribueix el nom a una forma búlgaritzada de hel·lens (елини, elini), en referència a la influència grega durant el període romà d'Orient primerenc. La basílica es construí en un espai ocupat anteriorment per un temple traci. La basílica fou el cor de la comunitat de Sant Elijah i estava protegida per una important muralla contra els atacs dels bàrbars.
Durant els segles, la basílica pateix diverses transformacions. Fou restaurada després que, a finals del segle Iv, fos destruïda per les invasions dels gots. Durant el regnat de l'emperador Justinià I, al segle VI, va ser molt transformada i s'hi va afegir una cúpula.

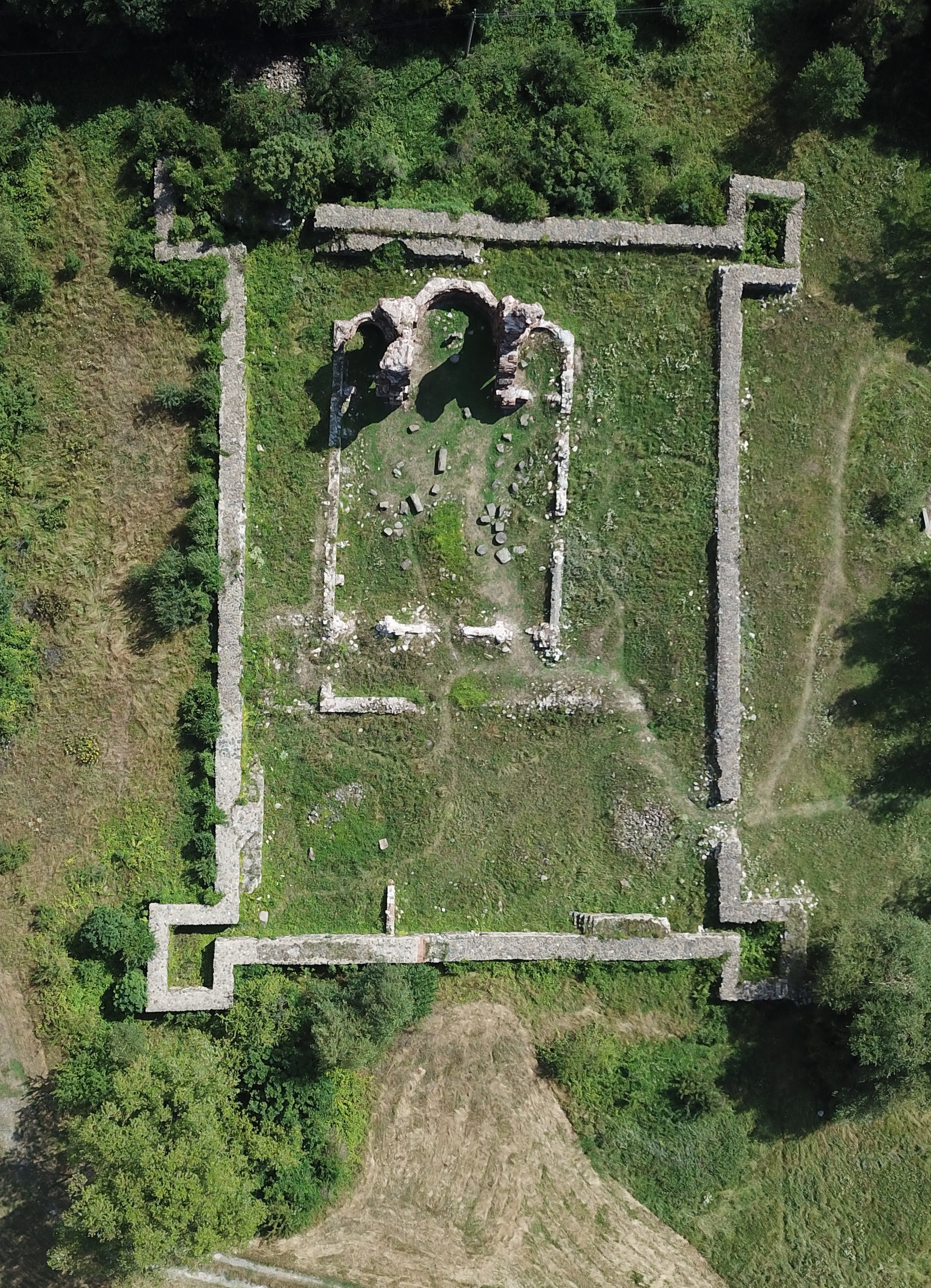

La basílica d’Elenska continuà sent utilitzada durant el Segon Imperi Búlgar (segles XI–XIV) com a centre literari i monestir ortodox oriental. Una obra literària del segle XIII escrita en búlgar mitjà, coneguda com els Fets dels Apòstols de Pirdop, podria haver estat redactada en aquest lloc, segons una llegenda que en situa la seva troballa dins les ruïnes del temple durant el segle XIX. A la basílica hi hagué un scriptorium actiu que preservava la cultura búlgara en els temps d'ocupació otomana. El monestir continuà actiu fins cap a l’any 1700, quan l'exèrcit de l'Imperi Otomà locals, sota el comandament de Yahya Pasha, presumptament el destruïren de manera deliberada durant una campanya militar. S’ha reportat que els otomans bombardejaren l’església amb canons i la calaren foc perquè consideraven els monjos com a rebels. Tot i la seva destrucció, els fidels locals van continuar utilitzant la basílica com a centre espiritual. Hi ha una creu votiva datada de l'any 1806 amb el nom de "Sant Profeta Elies" que ho testimonia.
Les primeres investigacions arqueològiques documentades daten de la dècada de 1890, quan mestres locals exploraren les ruïnes. L’arqueòleg Petar Mutafchiev hi dugué a terme excavacions el 1913, que publicà a l’article La basílica d’Elenska als voltants de Pirdop. Des de llavors, l’església només ha estat parcialment restaurada. Actualment, les ruïnes es conserven en un estat satisfactori i estable, malgrat que el mur defensiu perimetral ha estat gairebé totalment destruït.

### Continuïtat cultural i llegat sagrat fins a l'actualitat
Tot i la destrucció de la basílica, aquesta encara ha rebut pelegrinatge per part dels fidels, sobretot a la primavera. El 2010 s'hi va erigir una nova capella, que reafirma el seu llegat espiritual. A l'actualitat, el lloc té una gran devoció i s'hi celebren festes anuals i hi continua havent serveis eclesiàstics.

## Arqueologia tràcia

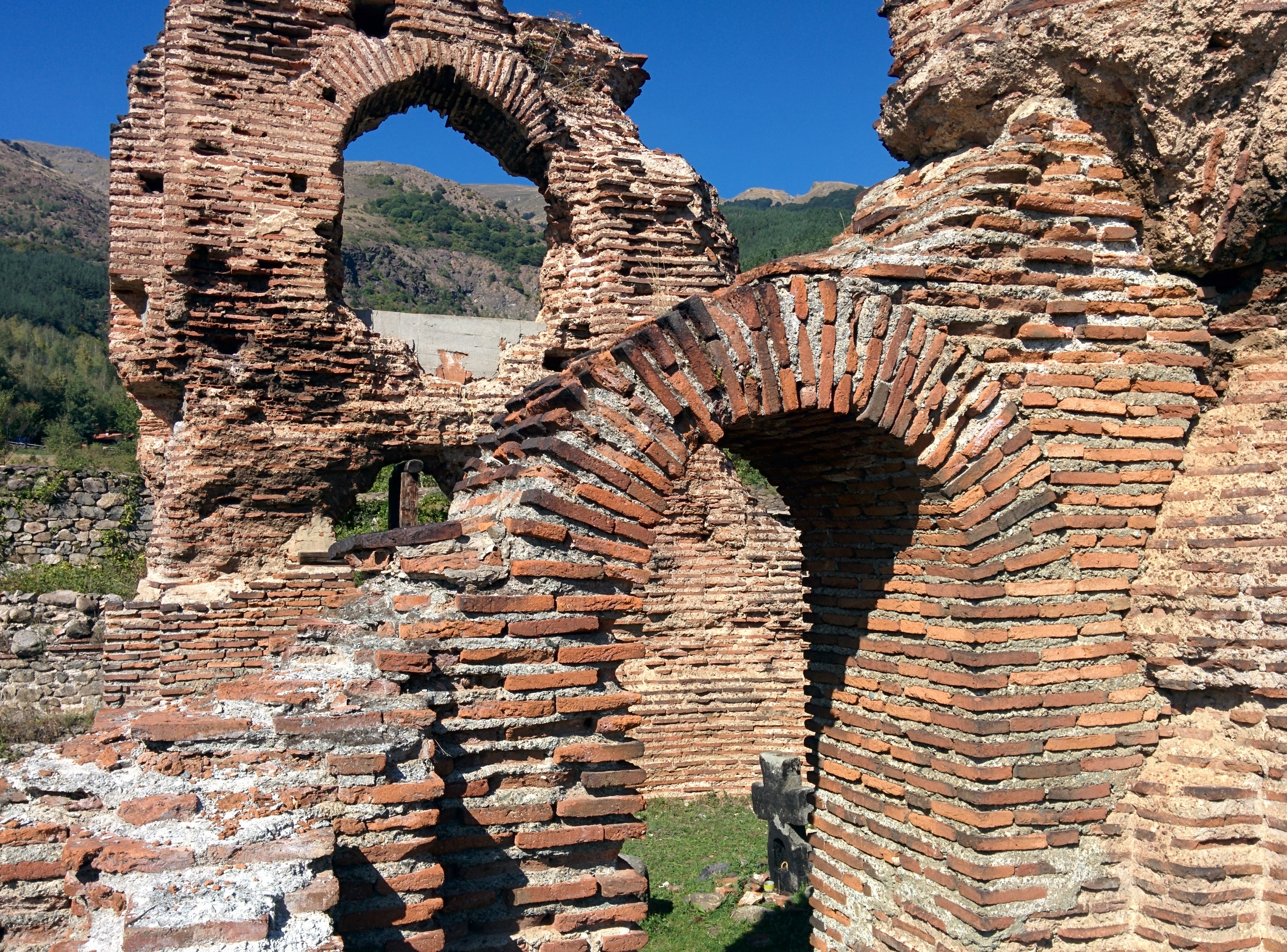

El territori que envolta la basílica d’Elenska presenta una concentració significativa de túmuls funeraris tracis, amb gairebé una vintena de jaciments identificats al sud i sud-oest del complex. Alguns dels exemples més destacats són el túmul de Tartaritsa, el túmul del Dervix i el Gran Túmul, els quals assoleixen alçàries superiors als quatre metres. Diverses excavacions arqueològiques han revelat que alguns d’aquests túmuls acullen necròpolis, mentre que d’altres evidencien una clara funció cerimonial.

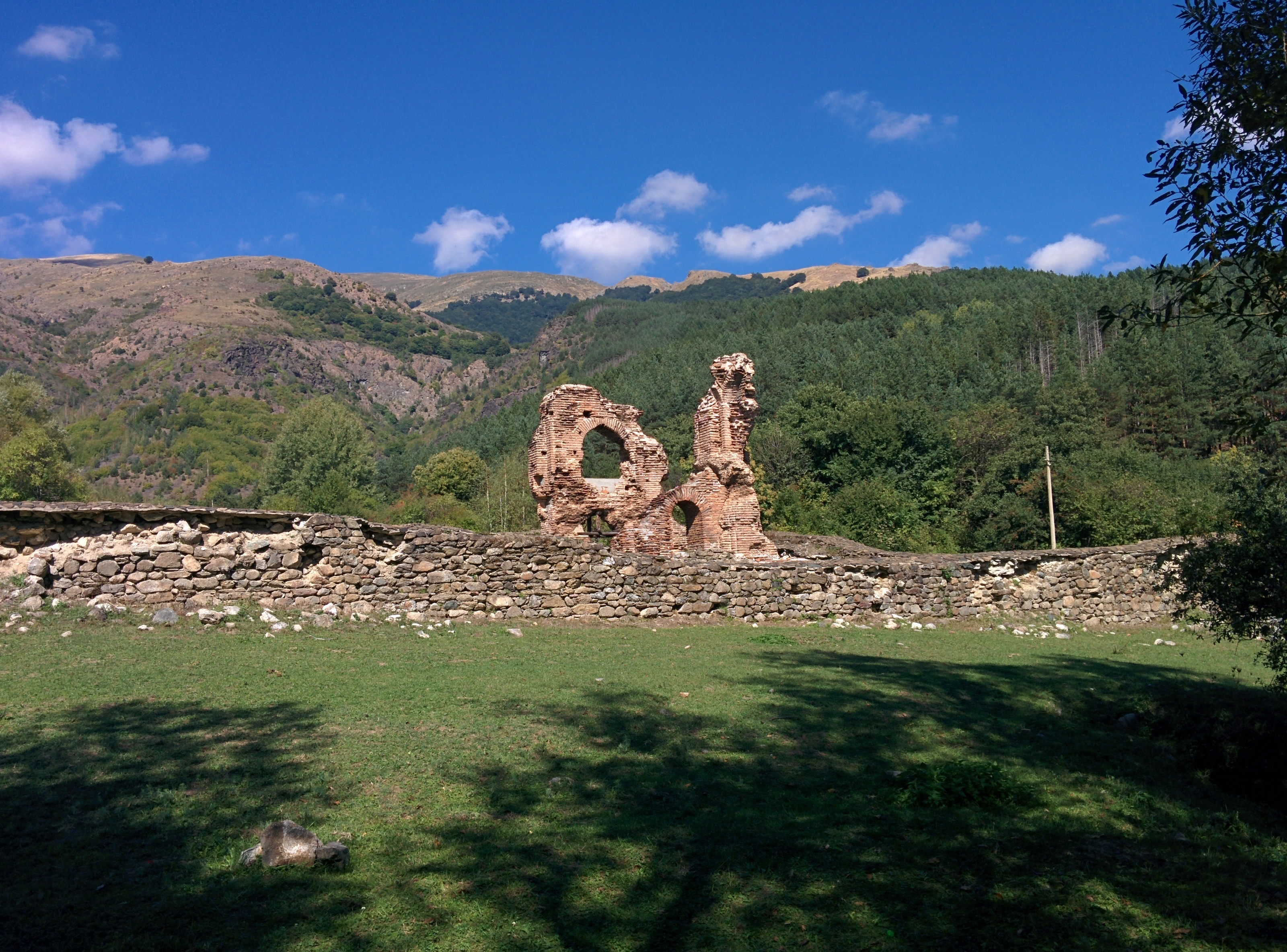

Els materials arqueològics recuperats —entre els quals es troben altars de pedra amb canals tallats, estructures de foc ritual i fragments de ceràmica— indiquen que aquest espai exercia un paper rellevant en les pràctiques espirituals de les comunitats antigues. Resulta especialment rellevant el fet que aquest tipus de pràctiques de culte, tradicionalment associades a la regió septentrional de Bulgària, es documentin aquí per primera vegada al sud de la serralada dels Balcans (Stara Planina), fet que aporta noves dades sobre l’expansió i la distribució geogràfica dels ritus religiosos de l’antiguitat.